# 劉攄
劉摅（3世纪？—312年），十六國时期汉国（汉赵）宗室，被封为襄陵王。
劉摅在宗室中世系不详，被任命为左都水使者。都水使者是都水台的长官，掌舟楫之事。汉国皇帝刘聪暴虐，嘉平二年（312年）因为鱼蟹供应不上，问罪于左都水使者襄陵王刘摅。温明、徽光二座宫殿没有建成，他将主持工程的将作大匠、望都公靳陵逮捕。两人都在平阳东市被斩杀。